# Янтар (суднобудівний завод)
Суднобудівний завод «Янтар» (рос. Прибалтийский судостроительный завод «Янтарь») — російська суднобудівна компанія, розташована в Калінінграді.
Суднобудівний завод «Янтар» будує військові кораблі, в тому числі протичовнові та патрульні, а також цивільні судна, такі як рибальські траулери та сейнери. Входить до складу Об'єднаної суднобудівної корпорації. До 1945 року це був Кенігсберзький підрозділ німецької суднобудівної компанії Schichau-Werke.
Потужності корабельні дозволяють будувати судна дедвейтом до 20 000 тонн. З 1945 по 2010 рік вона побудувала понад 100 великих і 400 малих цивільних суден.

## Історія
До 1945 року корабельня була Кенігсберзьким підрозділом німецької суднобудівної компанії Schichau-Werke.
Після Другої світової війни корабельня була приєднана до радянського державного підприємства і працювала як державна корабельня.
Після розпаду Радянського Союзу в 1991 році корабельня увійшла до складу російської державної корпорації Об'єднана суднобудівна корпорація.

### Проєкт 11356
На початку 2010-х корабельня почала будівництво серії фрегатів проєкту 11356 для ВМС РФ та Індії. Головний фрегат під назвою «Адмірал Григорович» був закладений у середині грудня 2010 року і спущено на воду 7 листопада 2014. Ще два фрегати для ВМФ РФ «Адмірал Ессен» та «Адмірал Макаров» було спущено на воду в наступні роки та включено до складу Чорноморського флоту.
Фрегат «Адмірал Бутіков» (заводський номер 01360) був спущений на воду 2 березня 2016 року. «Адмірал Істомін» (заводський номер 01361) і «Адмірал Корніков» (заводський номер 01362) були спущені на воду в другій половині 2017 року, в основному для того, щоб звільнити місце в будівельних сухих доках; вони не мали надбудов і корпуси були неповними. Будівництво другої групи з трьох фрегатів було призупинено у 2017 році ВМФ Росії через відсутність газотурбінних енергетичних установок, які спочатку були замовлені в українського постачальника. Хоча російська державна Об'єднана суднобудівна корпорація у 2015 році заявляла, що фрегати будуть мати двигуни російського виробництва, Росія не змогла їх вчасно виготовити. 
Спочатку ці три спущені на воду фрегати («Адмірал Бутаков», «Адмірал Істомін» і «Адмірал Корніков») планувалося приєднати до складу Чорноморського флоту до 2017 року. Але потім було вирішено продати Індії, перші два добудовано, перейменовано в «Tamala» та «Tushil», та станом на 2024 проходять випробування перед передачею ВМФ Індії.